# White Knight Two

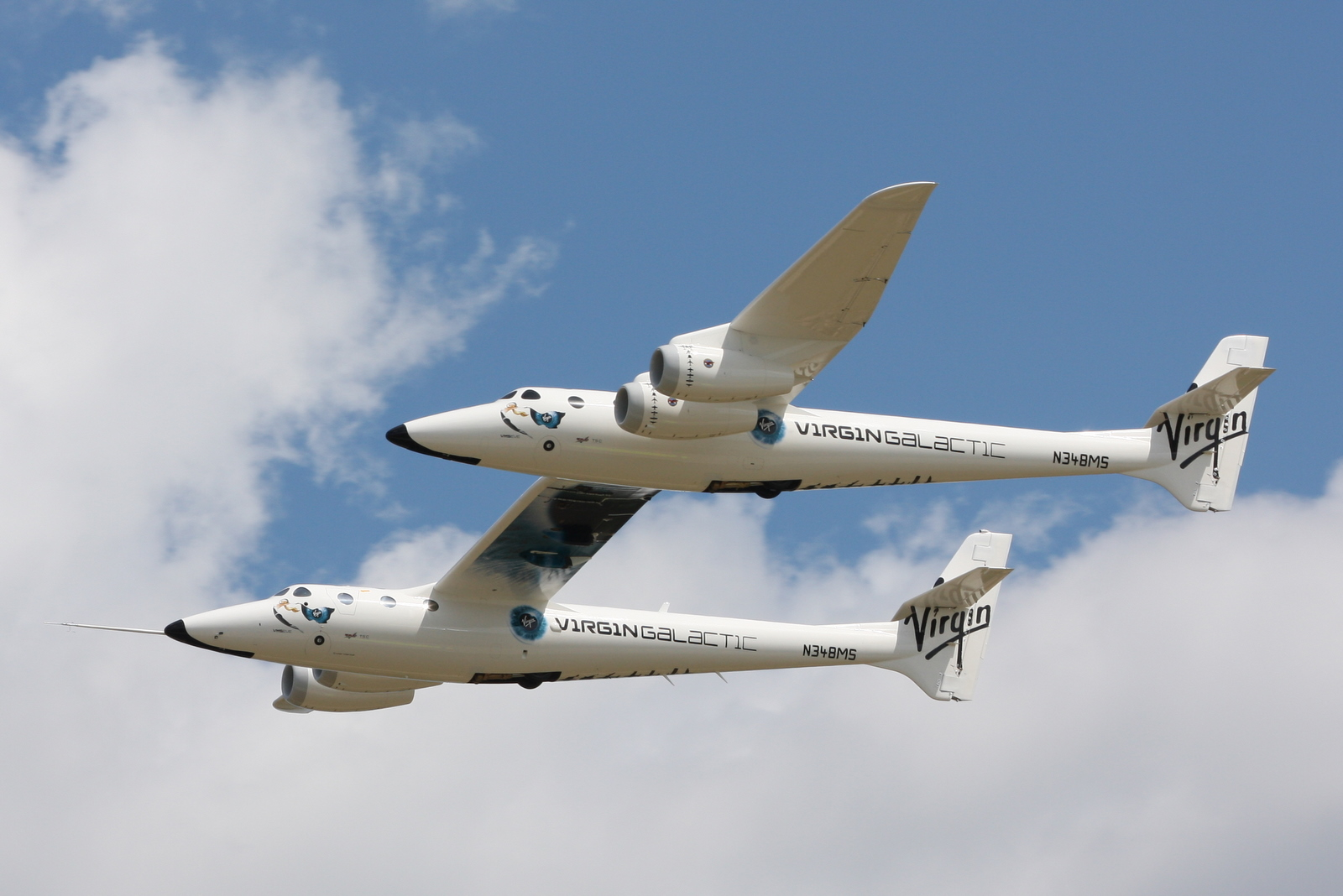
White Knight Two en vol le 31 juillet 2009

Le WhiteKnight Two est l'avion porteur du SpaceShipTwo, capable de le larguer à une altitude de l'ordre de 15 000 mètres. Le premier exemplaire de cet avion à deux fuselages a effectué son premier vol le 21 décembre 2008 au décollage de l'aéroport et port spatial de Mojave.
Il était envisagé dans les années 2010 qu'il soit également l’avion porteur du lanceur LauncherOne mais un Boeing 747-400 est finalement retenu pour ce rôle.